# 보더만날다람쥐
보더만날다람쥐(Petinomys vordermanni)는 다람쥐과에 속하는 설치류이다. 인도네시아와 말레이시아, 미얀마에서 발견된다.